# Kama (concepte)
Kama (en sànscrit i pali: काम kāma) és un concepte del pensament hindú que es pot traduir per "plaer", "gratificació sensual", "satisfacció sexual", "plaer dels sentits", "desig" o "gaudi estètic de la vida". En l'hinduisme, kama és el tercer dels quatre objectius de la vida (puruixartha), mentre que els altres són el deure de seguir el camí just (dharma), l'obtenció d'un estatus social (artha) i l'assoliment de la salvació (mokxa). Dins d'aquest context, el kama fa referència a l'acompliment mental i intel·lectual d'acord amb el dharma.
El kama es personifica a través de la deïtat anomenada Kamadeva; el kamarupa és el cos subtil o aura que compon aquesta deïtat, mentre que el Kamaloka és el regne on habita, sobretot en el més enllà.
En la literatura hindú, les obres que fan referència al kama formen el Kama-xastra (que inclouen el famós Kama Sutra).